# Aethes persica
Aethes persica es una especie de polilla del género Aethes, categorizada en la tribu Cochylini, de la subfamilia Tortricinae.

## Distribución
Se distribuye por Irán.

## Taxonomía
Fue descrita por Razowski en 1963 y publicada en (Aethes), Acta zool. cracov. 8: 270.